# Christl Ruth Vonholdt
Christl Ruth Vonholdt (* 1954) ist eine deutsche Autorin, Ärztin für Kinder- und Jugendmedizin und ehemalige Leiterin des Arbeitsbereichs Deutsches Institut für Jugend und Gesellschaft (DIJG) der ökumenischen Kommunität Offensive Junger Christen (OJC). In der öffentlichen Diskussion steht sie besonders durch ihre Veröffentlichungen zur Homosexualität.

## Leben
Vonholdt studierte Medizin und wurde 1981 an der Medizinischen Hochschule Hannover mit einer Dissertation über Rezidivhäufigkeit und Komplikationen nach operativer Therapie der primären Varikosis (Krampfadern) promoviert. Sie ist Fachärztin für Kinder- und Jugendmedizin.
Vonholdt nahm am 18. Oktober 2004 auf Einladung der CDU/CSU-Bundestagsfraktion an einer öffentlichen Anhörung des Rechtsausschusses des Deutschen Bundestages zum Gesetzentwurf zur Überarbeitung des Lebenspartnerschaftsgesetzes teil. 2007 schrieb sie auf Anfrage der CDU eine Stellungnahme für den Rechtsausschuss des Hessischen Landtages zum Gesetzentwurf für ein Gesetz zur Anerkennung eingetragener Lebenspartnerschaften im Landesrecht. 2006 und 2009 war sie Referentin beim Internationalen Kongress für Psychotherapie und Seelsorge.

## Positionen
Theologisch bezeichnet Vonholdt erst die Einheit von Mann und Frau als vollständigen Menschen und die Ehe als Ikone Gottes. Sexualität sieht sie als körperverbundene Energie, die dazu bestimmt sei, zum anderen Geschlecht herüberzureichen. Geschlechtsverkehr unter Menschen des gleichen Geschlechts sei im Judentum und Christentum immer als Sünde abgelehnt worden, weil es das Ziel der Schöpfungsbestimmung des Menschen als Mann und Frau verfehle, als Abbild das Wesen Gottes widerzuspiegeln. Homosexuelle Partnerschaften würden im alten Testament deshalb abgelehnt, weil sie nicht „Abbild vom Urbild“ seien. Sie lehnt die Vorstellung, die Ursehnsucht allen Liebens sei die Sehnsucht nach dem eigenen Selbst, als „prohomosexuell“ ab. Die Bibel statuiere, das Ziel menschlicher Beziehungen sei das Hinüberreichen zum Du. Das Argument, dass Homosexualität natürlich sei und daher gottgewollt sein müsse, hält sie für einen gnostischen Irrweg, der dem biblischen Glauben diametral entgegenstehe. Mit Rosenstock-Huessy ist sie der Auffassung, die Ehe sei nichts Natürliches, sondern der von Ursünde behafteten menschlichen Natur abgetrotzt. Geschlechtsverkehr zwischen Menschen des gleichen Geschlechts sei überall, wo es in der Bibel direkt erwähnt werde, negativ bewertet; die heidnische Umwelt der Autoren der Bibel habe jedoch, Vonholdt nach, die homosexuelle Erotik hochgehalten. Als Sünde sei solche Erotik eine Zielverfehlung und damit in letzter Konsequenz Selbstverletzung.
Theologisch lehnte Vonholdt praktizierte Homosexualität noch 2005 als „sündhaft“ ab. Psychologisch hält sie Homosexualität für ein Symptom einer tief liegenden Störung, die durch „frühkindliche, tiefe emotionale Verwundungen“ verursacht sei, beispielsweise dem „ungestillten Bedürfnis nach Liebe und Zuwendung durch den gleichgeschlechtlichen Elternteil“.
Mit diesem Ansatz befürwortet sie Reparativtherapie für Menschen, die Ich-Dystonie in Bezug auf ihre Homosexualität erleiden. Im Rahmen solcher Therapien sei die Veränderung der sexuellen Orientierung eine mögliche Folge. Das Argument, Homosexualität sei angeboren, ist ihrer Meinung nach nicht wissenschaftlich, sondern politisch motiviert. Bischof Andreas Laun hält sie für die „kompetenteste und beste Kennerin der Homosexualität“.
Die Entscheidung der American Psychiatric Association von 1973, Homosexualität aus seiner Liste der psychischen Krankheiten zu streichen, sei ebenfalls eine politische und keine fachliche Entscheidung. Mit der Zitierung von Charles Socarides legt sie dar, dass dies auf den Impuls weniger Aktivisten zurückzuführen sei, die Komplizen in der APA-Führung gehabt hätten. Damit sei eine Ungerechtigkeit für Lesben und Schwule geschaffen worden, da man damit verhinderte, dass sie psychoanalytische Hilfe finden konnten. Der Diagnoseschlüssel wurde damals auf ichdystone Homosexualität eingeschränkt. Nach dem beteiligten Robert L. Spitzer wurde damals die Ansicht mancher damaligen Psychoanalytiker, Homosexuelle könnten niemals glücklich sein und Homosexualität sei eine ernst zu nehmende Krankheit, eine schwere Persönlichkeitsstörung, vom zuständigen Ausschuss nicht geteilt.
Studien, die zeigen sollen, dass homosexuelle Paare Kinder mit den gleichen guten Ergebnissen aufziehen können wie heterosexuelle Paare unter den gleichen Bedingungen bezeichnet Vonholdt als methodisch unzureichend. Kinder, die in solchen Partnerschaften aufwachsen, machen laut ihrer Aussage „häufiger homosexuelle Erfahrungen“. Sie führt Studien dazu an, die sie so interpretiert, dass männliche Homosexuelle ihrem Partner zumeist nicht treu seien (im Sinne des klassisch heterosexuellen Treueverständnisses). Homosexuelle oder bisexuelle Menschen litten auch deutlich häufiger an psychischen Erkrankungen. Ihrer Interpretation dieser Studien nach sei die Gewaltrate in homosexuellen Beziehungen mindestens doppelt so hoch wie die in heterosexuellen Beziehungen.
Melanie Steffens und Christoph Wagner kritisieren, dass unter Vonholdts Leitung das DIJG die Forschungen zur sexuellen Orientierung verzerrt darstelle und Positionen vertrete, die nicht im Einklang mit nicht näher genannten berufsethischen Prinzipien von akademischen Heilberufen auf nationaler und internationaler Ebene stünden.
Vonholdt fordert politisch, auf jede Form gesetzlicher Regelung, die „homosexuelle Verhaltensweisen fördern könnte“, insbesondere die Anerkennung gleichgeschlechtlicher Ehen zu verzichten. In solchen Regelungen sieht sie „eine Umdeutung der Ehe“, die sich auf die nächste Generation „zerstörerisch“ auswirken werde. Die Forderung nach gleichgeschlechtlichen Ehen greife „tief in die menschheitsgeschichtlich tradierte Vorstellung von Ehe und Familie ein“. Durch Sexualität außerhalb der heterosexuellen Ehe werde „die Ehe weiter ausgehöhlt und entwertet“. Die rechtliche Anerkennung homosexueller Paare würde „zahlreiche Jugendliche in ihrer Identität verwirren, sie dazu ermutigen, sexuell zu experimentieren und auszuprobieren, ob man nun homosexuell oder heterosexuell sei, und eine heterosexuelle Identitätsfindung deutlich erschweren“.

## Veröffentlichungen

### Bücher
- Rezidivhäufigkeit und Komplikationen nach operativer Therapie der primären Varikosis. Dissertation an der Medizinischen Hochschule Hannover, Hannover 1981
- (Hrsg.): Striving for Gender Identity: Homosexuals and Christian Counseling. A workbook for the Church. Selbstverlag, Reichelsheim 1996
- mit Gerhard Besier & Hermann Klenk: Christliche Hoffnung, Weltoffenheit, Gemeinsames Leben. Gelbe Mammuts auf dem Berg. Eine Veröffentlichung des Deutschen Instituts für Jugend und Gesellschaft. Festschrift für Horst-Klaus Hofmann. Brunnen-Verlag, Gießen 1998, ISBN 3-7655-6326-9
- (Hrsg.): Verwundete Weiblichkeit. Homosexuell empfindende Frauen verstehen. Brunnen-Verlag, Gießen/Basel 2005, ISBN 3-7655-1348-2

### Aufsätze
- Beitrag in Norbert Geis & Mechthild Löhr (Hrsg.): Homo-Ehe. Nein zum Ja-Wort aus christlicher Sicht. Bernardus-Verlag Langwaden, Grevenbroich 2001, ISBN 3-934551-34-3
- Die Dekonstruktion von Ehe und Familie. In: Weißes Kreuz. Zeitschrift für Lebensfragen. 12/2002 (PDF; 37 kB)
- Homosexualität verstehen. In: Bulletin des Deutschen Instituts für Jugend und Gesellschaft. 2006 (PDF)
- Transsexualität und die Gender-Bewegung. In: Bulletin des Deutschen Instituts für Jugend und Gesellschaft. 2008 (PDF)
- Hört ihr die Kinder weinen? In: Bulletin des Deutschen Instituts für Jugend und Gesellschaft. 2010
- Die radikale Reformbewegung der Kibbuzfrauen. In: Bulletin des Deutschen Instituts für Jugend und Gesellschaft. 2009
- Die Gender-Agenda, Teil 1. In: Bulletin des Deutschen Instituts für Jugend und Gesellschaft. 2007
- Die Gender-Agenda, Teil 2. In: Bulletin des Deutschen Instituts für Jugend und Gesellschaft. 2007